# Dolichiomicroscelis colvillei
Dolichiomicroscelis colvillei är en skalbaggsart som beskrevs av Dombrow 2007. Dolichiomicroscelis colvillei ingår i släktet Dolichiomicroscelis och familjen Melolonthidae. Inga underarter finns listade i Catalogue of Life.